# 吉田知加
吉田 知加（よしだ ちか、1979年9月11日 - ）は、ビーインググループのレーベル・GIZA studioに所属していた日本のシンガーソングライター。身長165cm。

## 概要
京都出身の“京都系”シンガーソングライター。
2000年9月20日にシングル「こうぶつ」でメジャーデビューし、6枚のシングルと1枚のスタジオ・アルバムをリリース。
2002年、音楽活動を休止。

## エピソード
- 理想の同性像は与謝野晶子[7]。
- 影響を受けたアーティストはフィオナ・アップル、thee Headcoats、ゆらゆら帝国[7]。
- 所属していたGIZA studioから突然の契約終了（解雇）が決まっていたにもかかわらず、まだ契約期間が残っていたため残り2回の自身のラジオ番組に出演しなければならなかった。その生出演中、契約終了のショックにより番組内で突如泣き出してしまうということがあった。

## ラジオ出演
- 「LIBERAL FLOWER」（エフエム京都）
- 「PASTIME PARADICE」（エフエム京都）